# Magician: The Astonishing Life and Work of Orson Welles

Magician: The Astonishing Work and Life of Orson Welles est un film documentaire de Chuck Workman de 2014. Produit à la veille du centenaire de la naissance d'Orson Welles, le film est une revue chronologique de sa vie personnelle et de ses réalisations dans les domaines du théâtre, de la radio et du cinema. Il comprend des extraits de la quasi-totalité des films de Welles, de séquences audio et d'archives, et des entretiens avec des collègues, des biographes, des critiques, des amis et des metteurs en scène contemporains qui créditent son influence. D'abord présenté dans de nombreux festivals, le film est sorti en salles le 10 décembre 2014.